# Katerina Ismailova
Katerina Ismailova (russisk: Катерина Измайлова) er en sovjetisk spillefilm fra 1966 af Mikhail Sjapiro.

## Medvirkende
- Galina Visjnevskaja som Katerina Lvovna Izmailova
- Artjom Inozemtsev som Sergei
- Nikolaj Bojarskij som Zinovij Borisovitj
- Aleksandr Sokolov som Boris Timofejevitj
- Roman Tkatjuk